# Microterys tenuifasciatus
Microterys tenuifasciatus är en stekelart som beskrevs av Xu 2002. Microterys tenuifasciatus ingår i släktet Microterys och familjen sköldlussteklar. Inga underarter finns listade i Catalogue of Life.